# Chedighaii hutchisoni
Chedighaii hutchisoni  — викопний вид бокошийних черепах вимерлої родини Bothremydidae. Описаний у 2006 році з фрагмента черепа, який був знайдений у басейні Сан-Хуан у штаті Нью-Мексико у відкладеннях формації Кіртланд, що датуються віком 74 млн років.